# ميساتو كاتسراغي
ميساتو كاتسراغي ((باليابانية: 葛城 ミサト، بالروماجي: Katsuragi Misato)، ويلفظ ميساتو كاتسُراگي)، هي شخصية خيالية من سلسلة نيون جينيسيس إيفانجيليون التي ابتكرها هيدياكي أنّو. ميساتو هي مديرة العمليات في نيرف، في البداية برتبة نقيب؛ تمت ترقيتها فيما بعد إلى رائد. في سلسلة أفلام إعادة بناء إيفانجيليون، رتبة ميساتو هي مقدم. عملها في نيرف يتضمن مهامها كقيادة المعركة لقواد الإيفا، إصدار الأوامر ووضع خطط المعارك. واستلام حالات الإيفانجيليون من ريتسكو أكاغي والتقنيين الذي يراقبون الإيفا. تتولى ميساتو العديد من المهام البيروقراطية لعمليات نيرف.
في بداية المسلسل، أحضرت ميساتو شينجي إيكاري إلى نيرف واستطاعت إقناعه بقيادة الوحدة-01. قررت ميساتو بعد ذلك أخذ شينجي للعيش معها عوضاً عن تركه يعيش وحيداً، ثم أخذت بعد ذلك أسكا لانغلي سوريو معها أيضاً. مع تقدم القصة، من خلال حبيبها السابق ريوجي كاجي، علمت ميساتو حقيقة مشروع واسطة البشرية وأعماق الخداع التي عملت بها نيرف وسيلي لإبقاء المشروع سرياً، حتى عنها نفسها.

## الفكرة
وجد يوشيوكي ساداموتو تصميم ميساتو الأكثر صعوبة - ممثلاً إياها كـ«الفتاة المجاورة» أكبر سناً، التي كانت أيضاً في الجيش. تمنى ساداموتو أن تكون ميساتو شخصية أنيقة، تغير ملابسها باستمرار، لكن نقص الإحساس بالملابس لم يقدره على إظهار ذلك. من ناحية أخرى، تخيل ساداموتو ميساتو ك«فتاة خاسرة»، التي تكون لاأخلاقية ولا تأخذ الأمور على محمل الجد.
وصف المخرج هيدياكي أنّو ميساتو بأنها «...امرأة، في التاسعة والعشرين، التي تعيش حياتها بخفة كبيرة بالكاد تسمح بإمكانية التواصل البشري. تحمي نفسها بإبقاء علاقاتها على السطح، وبالهرب بعيداً.» وصف أنّو ميساتو أيضاً بأنها تسوكينو أوساغي البالغة، التي تشاركت معها في مؤدية الصوت وتسريحة الشعر. التباين بين احترافها في العمل وإهمالها في المنزل، وكذلك مشاكلها في علاقتها مع والدها وكاجي وطبيعة علاقتها الغريبة مع شينجي، ترتبط في مشاكلها النفسية (بالصدفة، حدث أن مشاكلها النفسية السابق ذكرها مشابهة لمشاكل شينجي النفسية، لذا بدأ الاثنان بكمن شفقتهما كل تجاه الآخر مع تطور القصة بغض النظر عن علاقتهما الغير ملائمة). في حين كونها ممتنة لوالدها لإنقاذه حياتها، اعترفت ميساتو أيضاً بكرهها له، حيث كرس حياته لعمله وأهملها مع والدتها. كان سبب انضمامها إلى نيرف (ولاحقاً، عجلتها في مواجهة الملائكة) مرتبطة بمشاكلها مع والدها. احتمل كاجي في إحدى محادثاته أن ميساتو تعاني من كوابيس عن ماضيها، حيث وصفها بأنها «لاتنام بارتياح.» أيضاً، اعترفت ميساتو بأنها «تسعى لوالدها في أحضان كاجي.»
مثل العديد من الشخصيات في إيفانجيليون، سميت كاتسراغي إثر سفينة: كاتسراغي، من نوع أونريو، حاملة الطائرات اليابانية من الحرب العالمية الثانية. اسمها الأول مأخوذ من بطلة في مانغا ميناكو ناريتا آيتسو.
تقود ميساتو سيارتها الزرقاء الفاتحة رينو ألباين A310. ميساتو متعصبة لهذا النوع من السيارات، حيث هناك ملصق على جدار غرفة نومها لصورة قديمة لألباين A110 من الخلف أثناء سباق. تحمل ميساتو أيضاً هيكلر أند كوتش USP كسلاح شخصي. ظهر ذلك مرات معدودة أثناء المسلسل، لكن اكتشف بأنها ماهرة في استعماله.

## الظهور

### نيون جينيسيس إيفانجيليون
أظهرت مشاهد مسترجعة  ميساتو عندما كانت في ال14، أنها رافقت والدها، الدكتور كاتسراغي (قائد بعثة كاتسراغي) إلى أنتاركتيكا. أصيبت ميساتو بشكل بالغ مع بداية الاصطدام الثاني، ولكن والدها وضعها في كبسولة واقية (مشابهة لقابس الإدخال) قبل موته. أنقذت الكبسولة حياتها، لكنها إصاباتها تركت ندباً كبيراً في صدرها. أظهرت مشاهد مسترجعة أخرى أنها كانت على متن السفينة التي أحضرت كوزو فويوتسكي وغيندو إيكاري إلى أنتاركتيكا بعد سنتين من الاصطدام الثاني. بعد رؤيتها في غرفتها، أُخبِر فويوتسكي بأنها لم تتحدث منذ الحادثة. تركت ميساتو صمتها بعد التحاقها بالكلية، وصارت اجتماعية وثرثارة بشكل كبير، حيث أن ريتسكو، أثناء استرجاعها لذكرياتها، قالت بأن ميساتو كانت تعوض عن فترة صمتها. لم يتم التعرف على عمل ميساتو بشكل دقيق قبل انضمامها إلى نيرف، ولكن في المانغا، كانت عملها الأخير يتعلق بالتجارب الجينية على الحيوانات، حيث كان بن بن نتيجة إحدى التجارب. قررت ميساتو الاعتناء ببن بن كحيوان أليف بدلاً من الإماتة الرحيمة، وقامت بتحويل ثلاجة إلى منطقة نوم دافئة له.

### نهاية إيفانجيليون
في نهاية إيفانجيليون، قامت ميساتو بإنقاذ شينجي عن طريق قتل ثلاثة من جنود الJSSDF. قامت ميساتو بجر شينجي إلى سيارتها، وأسرعت به نحو باب نحو مصعد إطلاق الوحدة-01؛ ولكنها أصيبت إصابة مميتة أثناء ذلك. أعقنت شينجي بقيادة الوحدة-01 مرة أخرى قبل أن تقبله «قبلة الكبار». قبل موتها بفترة قصيرة، تساءلت ميساتو إن كان كاجي يظن أنها قامت بالعمل الصحيح. تدمر جسدها بواسطة فرق التدمير التابعة للJSSDF. قبل لحظة من الانفجار، ظهرت صورة لريه فوق جسدها.

### إعادة بناء إيفانجيليون
عادت ميساتو كشخصية محورية في إعادة بناء إيفانجيليون. كان ظهورها الأول لهذه السلسلة في إيفانجيليون: 1.0 أنت (غير) وحيد، حيث ظهرت مشابهة تقريباً لنظيرتها في الأنمي بخلاف بعض التغييرات البسيطة. في هذه السلسلة، يبدو أن ميساتو متدخلة أكثر في ما يحدث في نيرف وتغيرت رتبتها إلى مقدم (二佐 Nisa). بسبب ذلك، فهي على علم بامتلاك نيرف لليليث. في إيفانجيليون: أنت (لا) تستطيع التقدم، شجعت ميساتو شينجي على الاقتراب من والده وأحضرت أسكا إلى شقتها على أمل تكوين صداقة حميمة بين القائدين الاثنين. تلعب ميساتو دوراً مشابهاً للأخت الكبرى لأسكا ولم تبدأ علاقتها الحميمة مع كاجي من جديد. في مشهد مسترجع من الاصطدام الثاني، ظهرت ميساتو بأنها استيقظت ورأت موت والدها أمام عينيها. بعد تضرر سيارتها رينو ألباين خلال وصول أسكا، قامت ميساتو باستبدالها بالجيل الأول من مازدا كوزمو.
في إيفانجيليون: 3.0 أنت (لا) تستطيع الإعادة، مرت شخصيتها بتغييرات عميقة، تترأس ميساتو منظمة باسم فيلي، تهدف لتدمير نيرف والإيفانجيليون التابعة لها. ظهرت في هذا الفيلم تتصرف بغلظة تجاه شينجي أكثر من أي أجزاء القصة، ومر مظهرها بتغييرات جذرية كذلك، مما صعَّب على شينجي التعرف عليها عندما رآها لأول مرة. أظهرت ميساتو استعدادها لقتل شينجي بتفعيل طوق متفجر وضعته فيلي على عنقه لو قام بالاتصال مع إيفانجيليون مجدداً. عندما هرب شينجي من مركبة فيلي، ترددت ميساتو في الضغط على الزناد حتى خرج من مدى التفجير، مما سمح له بالهرب.

### في وسائل أخرى
ظهرت ميساتو في العديد من الوسائل المختلفة المقتبسة من نيون جينيسيس إيفانجيليون، من بينها مانغا يوشيوكي ساداموتو. ظهرت ميساتو أيضاً في العديد من ألعاب الفيديو المبنية على السلسلة، بما فيها سلسلة الألعاب المختلطة سوبر روبوت وورز. في ألعاب سوبر روبوت وورز التي ظهرت فيها إيفانجيليون وكاندام (الجدول الزمني UC)، أظهرت ميساتو عشقها للقائد البطل أمورو راي، في إشارة إلى أدوار ممثليهما في لشخصيات مشهورة أخرى مثل سايلور موون وتوكسيدو كامين على التوالي.

## الاستقبال
وصفت ميساتو بأنها «من المستحيل أن تكون أماً»، حيث تشجع شينجي على النظر إليها «بتردد بين كونها حارسة وأداة جنسية محتملة».

## روابط خارجية
- ميساتو كاتسراغي على موقع ميوزك برينز (الإنجليزية)